# Cuvă

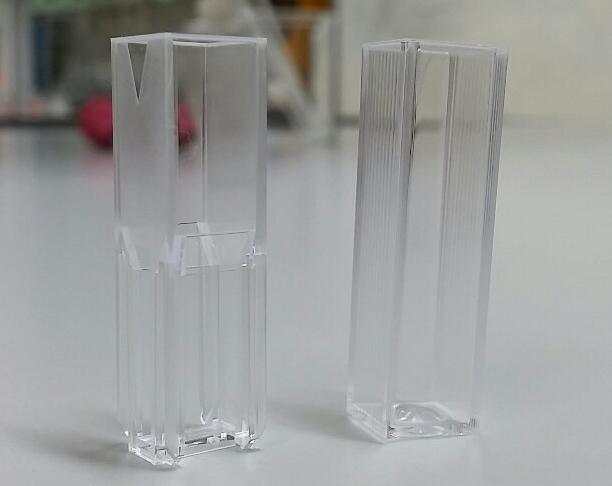
Cuve de 1 mL și respectiv 3 mL

O cuvă este un recipient special de formă tubulară, care poate avea în secțiune transversală formă de pătrat sau de cerc. Este închisă la unul dintre capete și este fabricată din materiale transparente precum plasticul, sticla sau cuarțul. Rolul cuvelor este de a servi ca recipient pentru menținerea probelor în timpul măsurătorilor spectroscopice, fiind introduse în spectrofotometre. În aceste aparate, radiația trece prin proba din cuvă, iar la ieșire aparatul determină absorbanța, transmitanța, intensitatea fluorescenței, etc.